# (466401) 2013 SX63
(466401) 2013 SX63 es un asteroide perteneciente al cinturón de asteroides, descubierto el 24 de abril de 2001 por el equipo Spacewatch desde el Observatorio Nacional de Kitt Peak (Arizona, Estados Unidos).